# Santa Cruz del Islote
Santa Cruz del Islote é uma ilha situada no Caribe colombiano, notório pelo fato de ser o local com maior densidade demográfica do mundo.
Em Santa Cruz del Islote, vivem 1200 pessoas de dezoito famílias. Na ilha, há 97 casas, uma escola e um restaurante que funciona como porto.
A sua densidade demográfica é de  125 mil pessoas por quilômetro quadrado. 
O local é tão pequeno, que para "caber" mais gente, a igreja, o cemitério e o campo de futebol ficam na ilha vizinha.